# Neues Reich

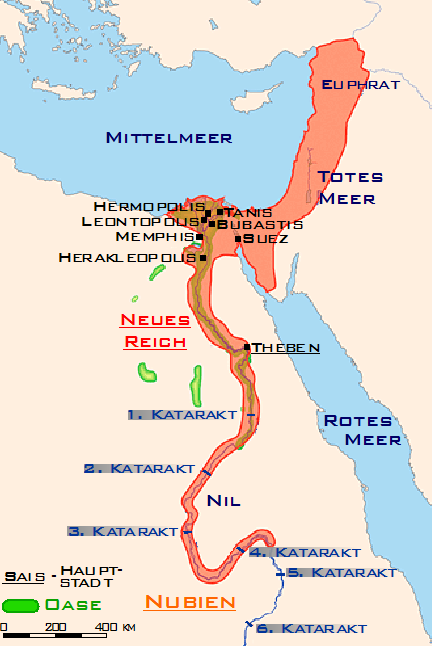
Ausdehnung des ägyptischen Reiches

Ägyptisches Reich

Das Neue Reich umfasst im Alten Ägypten die Zeit von 1550 bis 1070 v. Chr. (18. bis 20. Dynastie) und ist neben dem Alten Reich die wohl bekannteste Epoche der Pharaonenzeit.

## Allgemeines
Der Bekanntheitsgrad der rund 500 Jahre umfassenden Zeit liegt nicht zuletzt an den vielen kolossalen Bauwerken wie Festungen und Tempeln, welche die Herrscher bauen ließen. Ebenso sind viele Pharaonen durch ihre Eroberungen und Feldzüge bekannt, denn der ägyptische Machtbereich war im Neuen Reich erheblich größer als zuvor und umfasste auch Teile Vorderasiens. Dazu zählt die von Thutmosis III. geführte Schlacht bei Megiddo 1457 v. Chr. oder die Schlacht bei Kadesch 1274 v. Chr., die Ramses II. 183 Jahre später führte. Auch die Abwehr der rätselhaften Seevölker durch Ramses III. gehört in diese Reihe.
Ebenfalls große Bekanntheit erlangte Echnaton, dessen tiefgreifende religiösen Reformen aber scheiterten. Auch die Begräbnisstätten im Tal der Könige und Tal der Königinnen haben das ihre beigetragen. Aber die wohl eindrucksvollsten Ereignisse waren die Entdeckungen der oft fast unbeschädigten Mumien der bekanntesten Herrscher des Neuen Reiches in der Cachette von Deir el-Bahari (DB/TT320) und in dem Grab Amenophis II. (KV35).

## 18. Dynastie
Schon die 17. Dynastie zum Ende der Zweiten Zwischenzeit lehnte sich gegen die Herrschaft der Hyksos im Nildelta auf. Wichtige Personen hierbei sind die Ahmosiden Ahhotep I. und Kamose. Nach Kamoses Tod trat Ahmose 1550 v. Chr. die Nachfolge an, der die Hyksos aus Ägypten vertreiben und das Reich erneuern konnte. Ahmose gilt als Begründer der 18. Dynastie.
Mit der vollständigen Rückeroberung in der 18. Dynastie (gegen 1532 v. Chr.) begann das Neue Reich. Ägypten fand noch einmal zu einem kulturellen Höhepunkt. Zugleich trat das Land aufgrund seiner inneren Veränderungen durch die Hyksos in regen Austausch und Auseinandersetzungen mit der Außenwelt.
Die Könige Amenophis I. und Thutmosis I. stießen bis zum Euphrat vor, wo sie mit dem Mittanireich in Berührung kamen. Im Süden eroberten sie das in der Hyksoszeit verlorene Nubien zurück und verschoben die Grenzen weit nach Süden. Die Vorstöße nach Syrien scheinen allerdings anfangs eher als Gegenreaktionen gegen die Hyksos gedacht gewesen zu sein.
Unter der Herrschaft der Königin Hatschepsut, die nach dem Tod ihres Halbbruders und Mannes Thutmosis II. die Macht übernahm, schien die kriegerische Phase vorläufig abgeschlossen zu sein, jedoch kaum dass Thutmosis III. 1479 v. Chr. die Nachfolge seiner Tante und Stiefmutter antrat, begannen erneut große Feldzüge, wobei Palästina und Syrien bis in die Gegend von Karkemisch erobert wurden.
Dadurch wurde Ägypten enger als zuvor mit der vorderasiatischen Kultur konfrontiert. Die Milizen wurden zugunsten eines Berufssoldatentums verdrängt, dessen Einfluss gegenüber der bis dahin einflussreichen Beamtenschicht stieg. Unter Amenophis II. gab es noch Auseinandersetzungen mit dem syrischen Großreich Mittani am oberen Euphrat, aber unter Thutmosis IV. wurde Frieden zwischen den Ländern geschlossen. Dieser wurde durch eine ausgeklügelte Heiratspolitik gewahrt. Das Land stand zu dieser Zeit in einer kulturellen Blüte.
Da die Amunpriesterschaft in Theben zu mächtig geworden war, begann unter Amenophis III. eine deutliche Abgrenzung gegen den ausschließlichen Amun-Kult. Der König zog sich noch stärker als seine Vorgänger in die frühere Residenzstadt Memphis zurück und hob besonders andere Götter hervor, wie z. B. die Göttinnen Hathor und Mut sowie die Götter Sobek und Aton. Dies geschah zunächst langsam und diplomatisch, wurde dann jedoch abrupt durch seinen Sohn und Nachfolger Amenophis IV. (Echnaton) beschleunigt, der in seinem 5. Regierungsjahr 1356 v. Chr. einen radikalen, gewaltsamen Einschnitt vornahm. Ob er den bisherigen Glauben an Amun und die restlichen Götter verfemte, wird in der Ägyptologie noch immer kontrovers diskutiert. Gesichert ist, dass er Theben verließ und in seine neu gegründete Hauptstadt Achet-Aton (Horizont des Aton) zog, die allein seinem Hauptgott Aton geweiht war.
Hierbei handelt es sich nicht nur um den Wechsel des obersten Gottes, sondern um eine neue Weltanschauung, die anstelle traditionsgebundener magischer Vorstellungen auf eine naturgebundenere Welt Wert legte. Diese Handlung Amenophis’ IV., der sich nun Echnaton nannte, stellt den Wendepunkt der ägyptischen Kulturentwicklung dar. Nach dem Tod Echnatons versuchten die neuen Machthaber sofort, zu den alten Verhältnissen zurückzufinden und die Macht der alten Götter (und ihrer Priester) wiederherzustellen. Zwar wurden zunächst unter Tutanchamun und Eje II. auch einige der neuen Einflüsse beibehalten, z. B. in der Kunst, jedoch war der Hass auf Echnatons brutalen Bruch mit den alten Traditionen so groß, dass man versuchte, die Erinnerung an diese Zeit ein für alle Mal auszulöschen. Ihm wurde ein Verstoß gegen die Regeln der Maat vorgeworfen.
Der Pharaonenthron wurde von einem ehemaligen General übernommen; zur selben Zeit wurde von Norden die ägyptische Herrschaft in Syrien durch die Hethiter, unter König Šuppiluliuma I., zerschlagen. Dieser Angriff wurde womöglich durch die sogenannte Daḫamunzu-Affäre ausgelöst, bei der eine ägyptische Königin um einen hethitischen Prinzen bat, weil ihr Ehemann, der König, gestorben sei und sie keinen Sohn habe. Šuppiluliuma schickte nach einigen Briefwechseln einen seiner Söhne, den Prinzen Zannanza, der jedoch kurz darauf unter bis heute ungeklärten Umständen zu Tode kam. Da Šuppiluliuma I. von einer Ermordung am ägyptischen Hof ausging, griff er Ägypten an.
General Haremhab, der schon unter Tutanchamun ein hohes Amt innehatte, war der letzte Pharao der 18. Dynastie. Er bestieg den Thron um 1319 v. Chr. und ließ viele Überbleibsel der Amarna-Zeit vernichten.

## 19. Dynastie
Mit der Machtübernahme durch Ramses I. 1292 v. Chr., einst ein hoher General unter Haremhab, wurde die 19. Dynastie begründet. Sein Sohn Sethos I. war der erste bedeutende Pharao dieser Dynastie. Er führte schon in seinem ersten Regierungsjahr 1290 v. Chr. einen Feldzug nach Syrien und später auch nach Libyen. Sethos I. hinterließ aus seiner Amtsperiode viele Bauwerke, die heute zu den schönsten ganz Ägyptens zählen. In Abydos fanden Archäologen das sogenannte Osireion, das wohl zur Aufbewahrung seines Leichnams bis zur Bestattung 1279 v. Chr. gedient hatte.
Der Sohn Sethos’ I., Ramses II., bestieg nach dem Tod seines Vaters den Thron. Während seiner 67-jährigen Regierungszeit stieg er zum heute bekanntesten ägyptischen Pharao auf. Schon in den ersten Jahren musste er sich mit der Bedrohung durch die Hethiter an der ägyptischen Ostgrenze auseinandersetzen. Da Ramses II. sich genötigt sah, einzugreifen, als eine palästinensische Revolte gegen die Besetzung des Landes aufflackerte, kam es zur Schlacht bei Kadesch. Sie ist reichhaltig an den Mauern der Tempelanlagen von Karnak, Luxor, dem Ramesseum und anderen Tempeln dokumentiert, jedoch verfälscht dargestellt. Die kriegerischen Auseinandersetzungen mit den hethitischen Königen ging über Jahre weiter. Erst als innere Unruhen das Hethiterreich erschütterten und die Bedrohung durch die Assyrer erheblich zunahm, wurde ein Friedensvertrag ausgehandelt. Er wurde 1259 v. Chr. zwischen Hattušili III. und Ramses II. geschlossen.

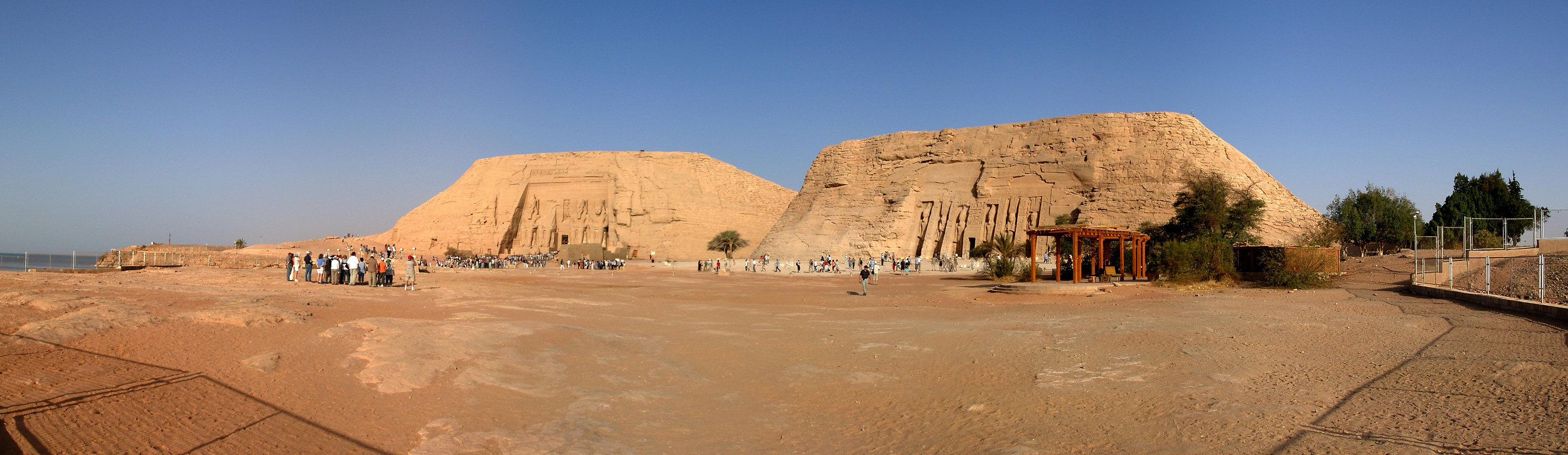
Abu Simbel

Geopolitische Kräfte- und Herrschaftszentren um 1200 v. Chr. (Späte Bronzezeit)

Die Bautätigkeit des Ramses II. erreichte ihren Höhepunkt mit dem Bau des Ramesseums und des Tempels von Abu Simbel, den er sich selbst zu Ehren und nicht zuletzt für seine Frau Nefertari errichtete, der ein eigener kleinerer Tempel gewidmet ist.
Ramses II. starb im hohen Alter von 92 Jahren und wurde im Tal der Könige beigesetzt.
Unter Merenptah, dem 13. Sohn Ramses II., kam es zu Revolten in Syrien, die er aber zurückschlagen konnte. Es ist auch eine ägyptische Weizenlieferung an das hethitische Volk überliefert, als in deren Land eine Hungersnot ausbrach. Bei einem zweiten Angriff der Libyer, der zu Zerstörungen in den Westoasen und Nubien führte, war das Eingreifen des Merenptah wiederum erfolgreich.
Nach seinem Tod 1203 v. Chr. übernahm Amenmesse die Macht im Reich. Hierbei könnte es sich um den Sohn einer Nebenfrau des Merenptah gehandelt haben, was aber nicht bewiesen ist. Amenmesse regierte aber nur knapp drei Jahre, und mit Sethos II. bestieg wohl der Sohn des Merenptah den Thron. Doch auch ihm war nur eine kurze Zeit als Pharao vergönnt, so dass sein jüngerer Bruder Siptah die Reichsgeschäfte übernahm. Schon im sechsten Amtsjahr starb auch er. Seine Mutter Tausret nahm nun den vollen Titel eines Pharaos an und regierte das Land acht Jahre lang bis 1186 v. Chr.

## 20. Dynastie
Die Herrschaftsübernahme durch den neuen Pharao Sethnacht ist weitgehend ungeklärt. So ist nicht bekannt, wer er war und wie er auf den Thron gelangte. Dies muss in den kurzen Thronwirren nach Königin Tausret erfolgt sein. Er soll einige Kriege geführt haben und verstarb nach nur dreijähriger Regentschaft.
Sein Sohn Ramses III. gilt als der letzte große Pharao in der ägyptischen Geschichte. In seinem dritten Amtsjahr sah er sich mit Einfällen der Libyer konfrontiert, die sich mit den Meschwesch und Seped verbündet hatten. Sie überfielen das westliche Nildelta, wurden aber vom ägyptischen Heer vernichtend geschlagen.
Die einsetzende große Völkerwanderung aus dem Osten brachte dann um ca. 1177 v. Chr. den Seevölkersturm mit sich. Dabei wurden Volksgruppen, die aus der Ägäis und dem südwestanatolischen Raum zu Schiff über das östliche Mittelmeer und auf dem Landweg vorgerückt waren und Angriffe auf das Nildelta unternahmen, in See- und Landschlachten von Ramses III. zurückgeschlagen. Die Einzelheiten, Hintergründe und Folgen der Vorgänge werden seit langer Zeit kontrovers diskutiert.
Einige Jahre später griffen die Libyer jedenfalls erneut im Nildelta an. Aber auch dieses Mal schlug Ramses III. sie zurück. Nach seinem Tod übernahmen einige Könige mit dem Namen Ramses die Reichsmacht. Ihre familiären Abstammungen sind zumeist noch ungeklärt. Es scheinen aber einige Söhne Ramses III. und Ramses IV. dabei gewesen zu sein. Ramses IV., der 1152 v. Chr. seinem Vater folgte, regierte nur bis 1145 v. Chr.
Unter seinen Nachfolgern Ramses V. bis Ramses VIII. kam es zu Thronstreitigkeiten, welche teilweise bürgerkriegsartige Ausmaße annahmen. Dies hatte wohl auch zur Folge, dass das Vertrauen in das Amt des Pharaos sank und gleichzeitig die Macht der Priester, gerade in Theben, erstarkte.
Erst unter Ramses IX. und Ramses X. erlangte das Land wieder eine gewisse Stabilität. Doch die Macht der Amunpriester war so groß geworden, dass sie sich gegen Ende der Amtszeit von Ramses XI. auf die gleiche Stufe mit ihm stellten. Der Zusammenbruch der althergebrachten Pharaonendynastien und damit der Beginn der Dritten Zwischenzeit bahnte sich an.